# Infinitief
De onbepaalde wijs of infinitief (verbum infinitum) is een werkwoordsvorm die niet vervoegd is naar persoon of getal (zie ook persoon en getal). Vooral in het onderwijs wordt de infinitief ook wel "het hele werkwoord" genoemd.
In het Nederlands wordt de infinitief in het algemeen gevormd door aan de stam de uitgang -en toe te voegen. Eventueel wordt daarbij een medeklinker verdubbeld of stemhebbend gemaakt of een dubbele klinker enkel geschreven:
buig-en, lop-en, schrijv-en, werk-en.
Er is één werkwoord met twee infinitieven, namelijk zijn/wezen, oorspronkelijk twee verschillende werkwoorden.
De infinitief is in het Nederlands steeds gelijk aan de indicatief meervoud in de tegenwoordige tijd. Uitzondering: die indicatief is zijn, nooit wezen, bij het werkwoord waarvan de infinitief zijn of wezen is. Ook in het Duits geldt hier een uitzondering (infinitief sein, indicatief sind).
De infinitieven van Nederlandse werkwoorden eindigen steeds op -en. De uitzonderingen zijn zijn, gaan, staan en slaan. Ook doen en zien moeten tot deze uitzonderingen worden gerekend, omdat oe en ie samen een klinker vormen. Verdere uitzonderingen zijn dezelfde werkwoorden als ze een voorvoegsel hebben, zoals ondergaan, verstaan, ontzien enz.
De infinitief wordt meestal gebruikt in combinatie met een hulpwerkwoord, bijvoorbeeld een modaal hulpwerkwoord of een hulpwerkwoord van tijd. Voorbeelden:
- modaal hulpwerkwoord
  - ik wil lopen
  - zij moet lezen
  - jullie kunnen zwemmen
- hulpwerkwoord van tijd
  - jij zal groeien
  - wij gaan rennen

De infinitiefvorm wordt ook gebruikt om een zelfstandig naamwoord van een werkwoord te maken (dit heet substantivering). Die gesubstantiveerde infinitief is altijd onzijdig: "het eten", "het produceren", "het kijken".
De infinitief kan ook gebruikt worden als een historische infinitief. Deze vorm komt niet veel voor, maar in spreektaal toch iets vaker.
- Hij stootte zijn hoofd gisteren en hij maar gillen en schreeuwen

Zie ook: Vervangende infinitief.
In veel talen, waaronder ook het Nederlands, geldt de infinitief als woordenboekvorm, maar in sommige talen wordt hiervoor een andere vorm gebruikt; Zo staan lemma's in Latijnse woordenboeken vaak, en in het Grieks altijd, onder de 1e persoon enkelvoud van de tegenwoordige tijd, in Hongaarse woordenboeken is de 3e persoon enkelvoud de standaard, en in Arabische woordenboeken de 3e persoon enkelvoud van het perfekt.
Er zijn ook talen die in het geheel geen infinitief kennen, waaronder het Bulgaars, het Roemeens en het Iers.